# Cryptomyces maximus
Cryptomyces maximus là một loài nấm thuộc họ Cryptomycetaceae. Những cuộc nghiên cứu loại nấm này xuyên suốt Châu Âu được tiến hành từ năm 2000, trong các khu vực phía Tây Nam xứ Wales, Slovakia và Bắc Thụy Điển.